# Fittipaldi FD04
La Copersucar-Fittipaldi FD04 fu una vettura di Formula 1 impiegata dalla stagione 1976 al 1978. Disegnata da Richard Divila e realizzata in monoscocca d'alluminio, era spinta dal tradizionale motore Ford Cosworth DFV e gommata Goodyear.
Il miglior piazzamento fu il quarto posto ottenuto in gara da Emerson Fittipaldi in Argentina e Brasile nel 1977.